# Музей космонавтики и ракетной техники имени В. П. Глушко
Музе́й космона́втики и раке́тной те́хники им. В. П. Глушко́ — мемориальный музей, рассказывающий о начале отечественного космического двигателестроения, предтечей которого стала Газодинамическая лаборатория (ГДЛ), занимавшаяся в 1930-е годы под руководством В. П. Глушко разработкой ракетных двигателей. Музей расположен в северном крыле Иоановского равелина Петропавловской крепости, в котором в 1930-е годы располагались стенды ГДЛ для испытания ракетных двигателей. Открыт 12 апреля 1973 года. Является филиалом Государственного музея истории Санкт-Петербурга, состоит в Ассоциации музеев космонавтики.

## История
В 1932—1933 годах в северном крыле Иоанновского равелина работал первый отечественный конструкторский отдел по разработке ракетных двигателей — II отдел ГДЛ. Это была первая опытно-конструкторская организация в стране, занимавшаяся разработкой и испытанием отечественных ракетных двигателе серий ОРМ, электротермического РД и надёжно работающих ЖРД. Отделом ГДЛ в Петропавловской крепости руководил Валентин Петрович Глушко.
В музее, открывшемся 12 апреля 1973 года, реконструированы рабочие кабинеты конструкторов, в том числе рабочий кабинет В. П. Глушко, мастерские 1930-х годов, испытательные стенды электрических и жидкостных ракетных двигателей, документы и фотографии, на которых запечатлена деятельность ГДЛ по созданию реактивных снарядов. После доработки именно эти снаряды стали основой грозного оружия РККА — гвардейских реактивных миномётов БМ-13 «Катюша».
В 2012—2015 годы в музее проводились реставрационные работы.

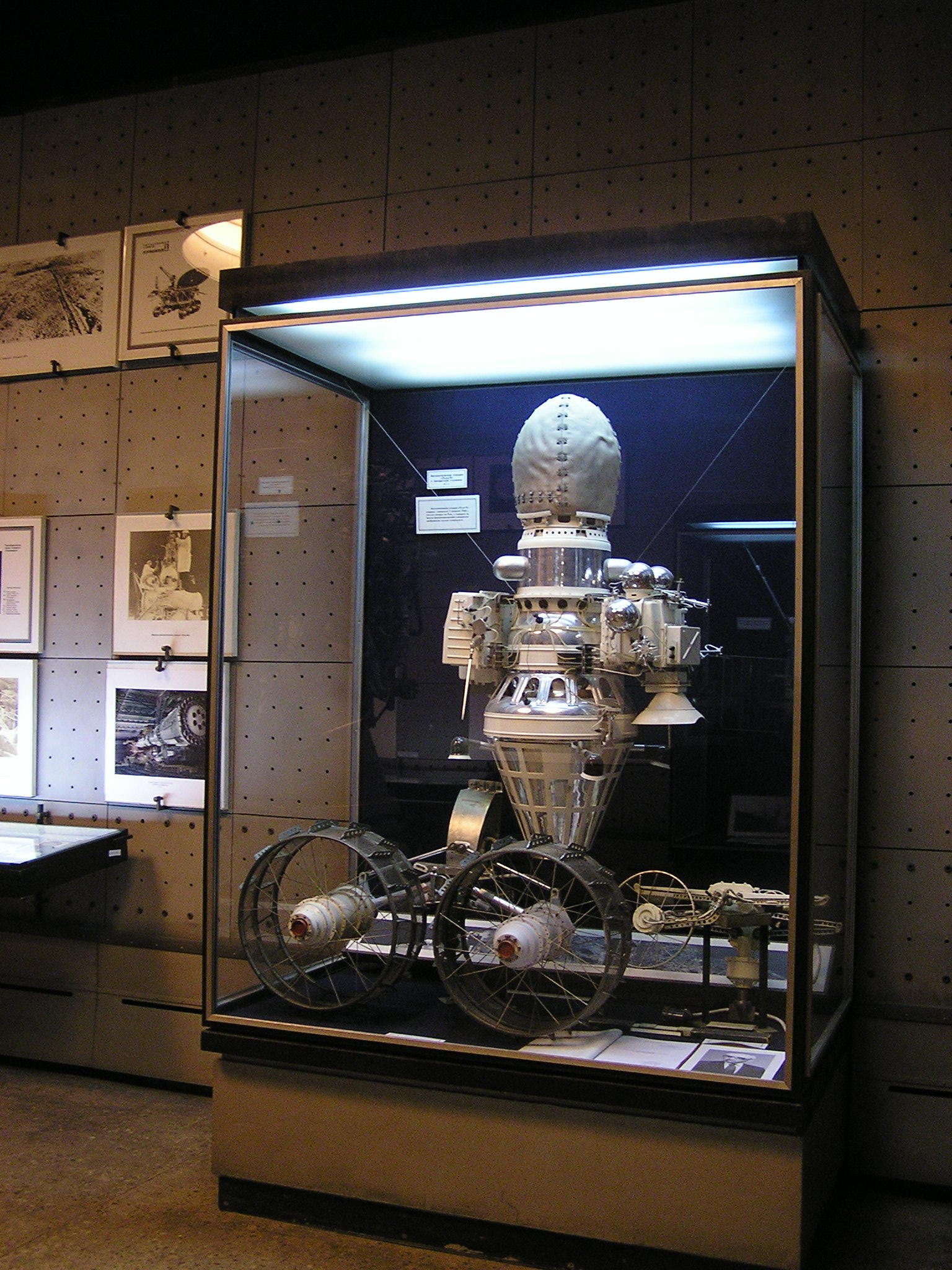
Один из стендов музея: модель АМС Луна-9

## Описание
В залах музея, общей выставочной площадью 1000 м², располагаются экспозиции, посвящённые истории советской космонавтики и ракетной техники, а также ленинградским инженерам, участвовавших в её развитии. Музей располагает подлинными рукописными воспоминаниями сотрудников ГДЛ — В. С. Соколова, Б. А. Куткина и Е. Н. Кузьмина о деятельности в отделе.
В экспозициях музея представлены уникальные разработки конструкторов ГДЛ. Документы и фотографии размещены на информационных стендах, представлены макеты самолётов, ракет и ракетных двигателей — от жидкостных до маршевых.
Залы музея представляют макеты первого искусственного спутника, космического корабля «Восток», на котором летали в космос Ю. А. Гагарин и В. В. Терешкова, спускаемый аппарат космического корабля «Союз-16», макет Международной космической станции.
Перед входом в музей расположен спускаемый аппарат топографического спутника «Комета», побывавшего в космосе в 1990-е годы.
В музее проводятся экскурсии, тематические выставки, лекции об истории и современном развитии космонавтики, концерты и фестивали. В музее разрешено пользоваться фотоаппаратурой.